# Ronneby OK
Ronneby OK är en svensk sportklubb som bildades 1976, genom en avknoppning från IFK Ronneby och Skogsvandrarna i Kallinge. Klubben bedriver verksamhet inom orientering, orienteringsskytte, friidrott och skidor.
Ronneby OK har sin klubbstuga på Karlsnäsgården omkring femton kilometer norr om Ronneby. Sedan vintern 2004-2005 finns också ett 1 750 meter långt konstsnöspår i anslutning till klubbgården.

## Framskjutna placeringar

### Orientering
- 1985 VM-Guld i budkavle, Kerstin Tjernlund (Månsson)
- 1994 JVM-guld medeldistans Jon Engkvist
- 1997 5:a på 10-mila
- 2001 9:a på 10-mila
- 2001 SM-brons Johan Håkansson

### Orienteringsskytte
- 2006 VM-silver i budkavle Ingemar Ericsson
- 2008 SM-brons Klassisk Ingemar Ericsson
- 2009 SM-guld Klassisk Ingemar Ericsson
- 2009 SM-silver Sprint Ingemar Ericsson
- 2009 VM-silver i budkavle Ingemar Ericsson
- 2009 VM-brons Klassisk Ingemar Ericsson
- 2009 Totalseger WorldCup Ingemar Ericsson
- 2010 VM-silver Sprint Ingemar Ericsson
- 2010 Totalseger Svenska Cupen Ingemar Ericsson
- 2013 SM-silver Vinter Ingemar Ericsson